# Tillandsia trigalensis
Tillandsia trigalensis är en gräsväxtart som beskrevs av Renate Ehlers. Tillandsia trigalensis ingår i släktet Tillandsia och familjen Bromeliaceae. Inga underarter finns listade i Catalogue of Life.